# 嬪
嬪（ひん）、または皇嬪は中国の後宮で歴史的に用いられた皇帝の妃嬪に与えられる位号・封号の一つであり、同時代の東アジアの各地域、日本、朝鮮半島、ベトナムなどでも見られた。
文献的には礼記の中に次のように記載されている。
いにしえの天子の后は六宮、三夫人、九嬪、二十七世婦、八十一御妻を立て、以て天下の内治を聴き、以て婦道を明らかにした—
これに倣い、後代の王朝でも嬪の号が使われてきた。

## 中国

### 魏・晉
- 魏の文帝（曹丕）は貴嬪（中国語版）を設けた。これは位階としては皇后の下に位置する。
- 西晋の武帝（司馬炎）は周礼の記述に従って、淑妃、淑媛、淑儀、修華、修容、修儀、婕妤、容華、充華を置き、九卿に対応するかたちで九嬪と称した。

### 南北朝時期
- 南朝の斉は初代蕭道成の建元元年に九嬪を設けた：修華、修儀、修容、淑妃、淑媛、淑儀、婕妤、容華、充華。
- 南朝の陳は文帝の天嘉初年に後宮の位号を定め、その中に九嬪もあった：淑媛、淑儀、淑容、昭華、昭容、昭儀、修華、修儀、修容。
- 北魏は孝文帝による漢化政策によって後宮も改革を行った。改革後の後宮は朝廷と対応するかたちとなった：三嬪は三卿と対応し、六嬪は六卿とあわせた
- 北斉は初年から後宮に嬪があったが武成帝は河清年間に制度をあらため、その中で嬪は次のようなものがあった：
  - 上嬪：隆徽、光猷、昭訓。三卿に対応。
  - 下嬪：宣徽、宣明、凝暉、凝華、順華、光訓。六卿に対応。

## 日本
- 日本の平安時代前期、天皇に侍する後宮の女性は四等級があり、嬪は皇后・妃・夫人の下で一番低い地位だった。定員は4名。
- 後代になると、本来は嬪の別称だった女御が独立した地位に発展し、嬪は用いられなくなった。

## 朝鮮半島
- 朝鮮半島では李氏朝鮮の時代、嬪は正妻である王妃に次ぐ、つまり側室の最高位とされた。

## ベトナム
- ベトナムの阮朝時代、嬪は後宮の位階であり、側室制度全体では上から三～五番目の位階として、三階嬪（ベトナム語：Tam Giai Tân）と四階嬪（Tứ Giai Tân)と五階嬪（Ngũ Giai Tân）があった[2]。